# Unterseeboot 382
Le Unterseeboot 382 (ou U-382) est un sous-marin allemand (U-Boot) de type VII.C utilisé par la Kriegsmarine (marine de guerre allemande) pendant la Seconde Guerre mondiale.

## Construction
L'U-382 est un sous-marin océanique de type VII C. Construit dans les chantiers de Howaldtswerke AG à Kiel, la quille du U-382 est posée le 30 juillet 1941 et il est lancé le 21 mars 1942. L'U-382 entre en service un mois et demi plus tard.

## Historique
Mis en service le 25 avril 1942, l'Unterseeboot 382 reçoit sa formation de base sous les ordres de l'Oberleutnant zur See Herbert Juli à Kiel en Allemagne au sein de la 5. Unterseebootsflottille jusqu'au 30 septembre 1942, puis l'U-382 intègre sa formation de combat dans la 7. Unterseebootsflottille à la base sous-marine de Saint-Nazaire en France. À partir du 1er octobre 1942, il est affecté à la 33. Unterseebootsflottille à Flensbourg.
L'U-382 a réalisé sept patrouilles de guerre pendant sa vie opérationnelle dans lesquelles il a endommagé un navire marchand ennemi de 9 811 tonneaux au cours de ses 295 jours en mer.
Pour sa première patrouille, l'U-382 quitte le port de Kiel le 10 septembre 1942 sous les ordres du Kapitänleutnant Herbert Juli
Aux environs du 12 octobre 1942, les charges de profondeur lancées d'un aéronef non identifié allié ont causé d'importants dommages, forçant l'U-Boot à rentrer en France, escorté par le briseur de blocus Tannenfels.
Il arrive à la base sous-marine de Saint-Nazaire 52 jours plus tard le 31 octobre 1942.
Au cours de sa deuxième patrouille, commencée le 7 février 1943, l'U-382 endommage le 23 février 1943 un navire marchand britannique. L'escorte du convoi UC-1 riposte ; l'U-Boot subit de graves dommages l'obligeant à retourner à la base sous-marine de Lorient le 8 mars 1943, après 30 jours en mer.
Le 1er avril 1943, le Kapitänleutnant Herbert Juli cède le commandement de l'U-382 à l'Oberleutnant zur See Leopold Koch.
Sa troisième patrouille commence le 8 avril 1943 au départ de Lorient.

Le 17 avril 1943, il est attaqué par l'escorte du convoi HX-233 par des charges de profondeur pendant 16 heures, causant de tels dommages que l'U-Boot rentrer en France, à la base sous-marine de Saint-Nazaire qu'il atteint le 24 avril 1943.
Le 14 novembre 1943, l'Oberleutnant zur See Rudolf Zorn prend le commandement de l'U-382 avec lequel il participe à sa cinquième patrouille du 8 décembre 1943 au 26 janvier 1944. 

Le 11 janvier 1944, l'U-382 attaque les ON-64 et KMS-38 et tire une torpille à tête chercheuse T-5 contre l'escorte,. Il est gravement endommagé par les représailles, cessant son attaque.
Le 13 janvier 1944, après l'arrêt de l'attaque contre ces deux convois, sous l'effet de la riposte des avions du porte-avions d'escorte USS Block Island et de son groupe d'escorte, l'U-382 est attaqué par ses destroyers. Il s'échappe, pour atteindre Saint-Nazaire le 26 janvier 1944.
En mai 1944, l'Oberleutnant zur See Ernst-August Gerke prend le commandement et réalise la sixième patrouille de l'U-382 du 6 au 15 juin 1944 le conduisant à la base sous-marine de La Rochelle (La Pallice).
Le 25 août 1944, l'Oberleutnant zur See Hans-Dietrich Wilke est le nouveau commandant de l'U-382 dont il conduit la septième patrouille du 10 septembre au 19 octobre 1944 l'amenant à Bergen en Norvège.

Trois jours après avoir accosté à Bergen, il reprend la mer et rejoint le 5 novembre 1944 le port de Flensbourg.
L'U-382 est coulé en janvier 1945, à l'entrée 4 du port de Wilhelmshaven en Allemagne, par les bombes britanniques lors d'un assaut aérien de la RAF.
Il est renfloué le 20 mars 1945 et remis à flot, l'Oberleutnant zur See Günther Schimmel prenant le commandement de l'U-Boot.
À la capitulation de l'Allemagne nazie, l'U-382 est sabordé le 8 mai 1945.

## Affectations successives
- 5. Unterseebootsflottille à Kiel du 25 avril au 30 septembre 1942 (entrainement)
- 7. Unterseebootsflottille à Saint-Nazaire du 1er octobre 1942 au 31 octobre 1944 (service actif)
- 33. Unterseebootsflottille à Flensbourg du 1er novembre 1944 au 23 janvier 1945 (service actif)

## Commandement
- Oberleutnant zur See, puis Kapitänleutnant Herbert Juli du 25 avril 1942 à 1er avril 1943
- Oberleutnant zur See Leopold Koch du 1er avril au 14 novembre 1943
- Oberleutnant zur See Rudolf Zorn du 15 novembre 1943 au 16 juillet 1944
- Oberleutnant zur See Ernst-August Gerke de mai au 29 juin 1944
- Oberleutnant zur See Hans-Dietrich Wilke du 25 août 1944 1943 au 14 janvier 1945
- Oberleutnant zur See Günther Schimmel du 24 janvier au 20 mars 1945

## Patrouilles
|       | Commandant                | Départ            | Départ        | Arrivée          | Arrivée       | Jours     | Succès  |
| ----- | ------------------------- | ----------------- | ------------- | ---------------- | ------------- | --------- | ------- |
| 1     | Kptlt. Herbert Juli       | 10 septembre 1942 | Kiel          | 31 octobre 1942  | Saint-Nazaire | 52 jours  |         |
| 2     | Kptlt. Herbert Juli       | 7 février 1943    | Saint-Nazaire | 8 mars 1943      | Lorient       | 30 jours  | 9 811   |
| 3     | Oblt. Leopold Koch        | 8 avril 1943      | Lorient       | 24 avril 1943    | Saint-Nazaire | 17 jours  |         |
| 4     | Oblt. Leopold Koch        | 19 juin 1943      | Saint-Nazaire | 7 septembre 1943 | Saint-Nazaire | 81 jours  |         |
| 5     | Oblt. Rudolf Zorn         | 8 décembre 1943   | Saint-Nazaire | 26 janvier 1944  | Saint-Nazaire | 50 jours  |         |
| 6     | Oblt. Ernst-August Gerke  | 6 juin 1944       | Saint-Nazaire | 15 juin 1944     | La Pallice    | 10 jours  |         |
| 7     | Oblt. Hans-Dietrich Wilke | 10 septembre 1944 | La Pallice    | 19 octobre 1944  | Bergen        | 40 jours  |         |
|       | Oblt. Hans-Dietrich Wilke | 22 octobre 1944   | Bergen        | 5 novembre 1944  | Flensbourg    | 15 jours  |         |
| Total | Total                     | Total             | Total         | Total            | Total         | 295 jours | 9 811 t |

Note : Oblt. = Oberleutnant zur See - Kptlt. = Kapitänleutnant

### Opérations Wolfpack
L'U-382 a opéré avec les Wolfpacks (meute de loups) durant sa carrière opérationnelle.
1. Luchs (27 septembre 1942 - 6 octobre 1942)
2. Panther (6 octobre 1942 - 11 octobre 1942)
3. Leopard (12 octobre 1942 - 13 octobre 1942)
4. Robbe (16 février 1943 - 25 février 1943)
5. sans nom (15 avril 1943 - 18 avril 1943)
6. Borkum (18 décembre 1943 - 3 janvier 1944)
7. Borkum 1 (3 janvier 1944 - 13 janvier 1944)
8. Rügen (13 janvier 1944 - 15 janvier 1944)

## Navires coulés
L'Unterseeboot 382 a endommagé un navire marchant ennemi de 9 811 tonneaux au cours des sept patrouilles (280 jours en mer) qu'il effectua.
| Date            | Nom             | Nationalité | Tonnage (GRT) | Convoi | Fait      |
| --------------- | --------------- | ----------- | ------------- | ------ | --------- |
| 23 février 1943 | Empire Norseman | Royaume-Uni | 9 811         | UC-1   | Endommagé |

### Source et bibliographie
- (en) Cet article est partiellement ou en totalité issu de l’article de Wikipédia en anglais intitulé « German submarine U-382 » (voir la liste des auteurs).
- Chris Bishop, historien militaire (trad. de l'anglais par Christian Muguet), Les sous-marins de la Kriegsmarine : 1939-1945 : le guide d'identification des sous-marins [« The spellmount submarine identification guide : Kriegsmarine U-boats 1939-1945 »], Paris, Éd. de Lodi, 2008, 192 p. (ISBN 978-2-84690-327-1, OCLC 470721805, BNF 41298980)